# Râul Valea Rea, Valea Glăjăriei
Râul Valea Rea este un curs de apă, afluent al al râului Valea Glăjăriei, aflat în Munții Bucegi, pe pantele piscului Bucșoiu, de sub care izvorăște.

## Generalități
Râul Valea Rea nu are afluenți semnificativi și nici nu trece prin vreo localitate.

## Hărți
- Harta Județului Brașov
- Harta Munților Bucegi  Arhivat în 28 mai 2008, la Wayback Machine.
- Harta Munților Postăvaru  Arhivat în 3 august 2008, la Wayback Machine.